# Prošek
Pour les articles homonymes, voir Prosek.

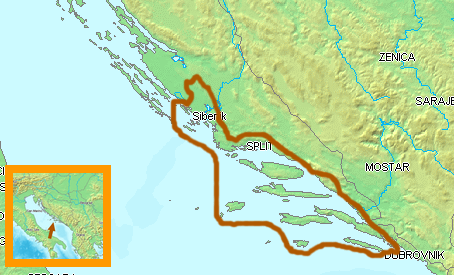
Zone de production du Prošek.

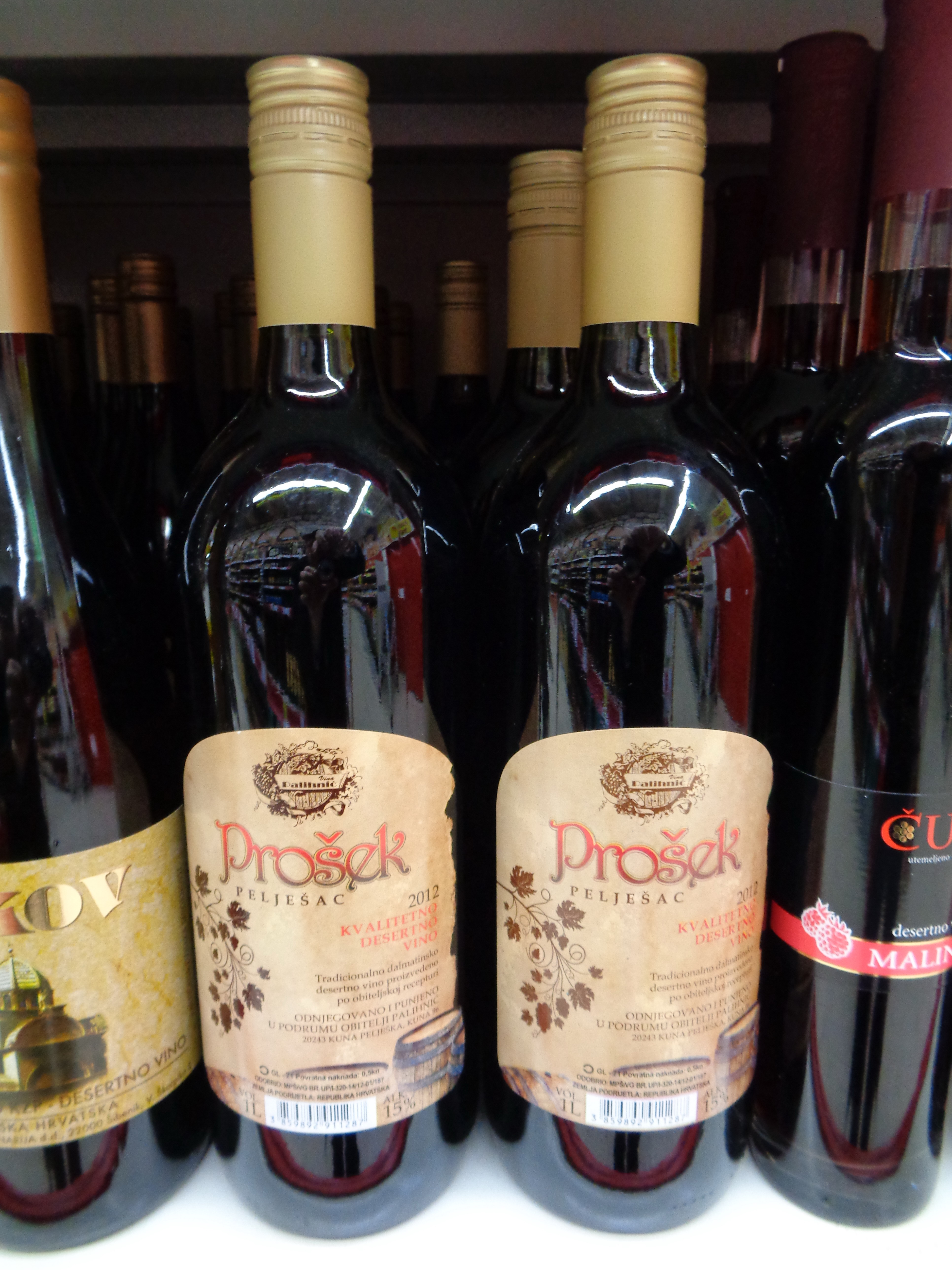
Des bouteilles de Prošek en vente en Croatie.

Le Prošek est un vin doux traditionnel produit exclusivement en Dalmatie à partir de raisin sec et/ou du moût bouilli. Il a une robe ambrée et titre de 15 à 17 degrés. Il est souvent servi au dessert, parfois avec une tranche de citron, mais peut aussi se boire frais en apéritif.
Le Prošek de bonne qualité est souvent assez cher, car il nécessite sept fois plus de raisin  qu'un vin classique. Il ne doit pas être confondu avec le Prosecco, vin pétillant italien. L'empereur romain Dioclétien (IIIe siècle) en aurait été grand amateur.